# Jaroslav Malínský
Jaroslav Malínský (12. května 1897 Žižkov – 26. dubna 1979 Praha) byl český akademický malíř.

## Život
Přípravnému studiu grafiky se věnoval již od 14 let. Po návratu z první světové války složil zkoušky na pražskou Akademii výtvarných umění tak úspěšně, že byl přijat přímo do mistrovské školy Vojtěcha Hynaise, odkud r. 1920 přešel k Vratislavu Nechlebovi. Fascinovaly ho malby holandských mistrů 17. století. Po absolutoriu v roce 1923 podnikl řadu studijních cest do Paříže, Itálie, Jugoslávie, Španělska a Maroka. Od r. 1924 byl členem Jednoty umělců výtvarných, koncem 30. let jejím předsedou. V meziválečném období platil za nejvyhledávanějšího pražského portrétistu.
Po roce 1945 pro své politické názory upadl v nemilost. O portrétní tvorbu nebyl zájem. Začal se tedy věnovat grafice a krajinomalbě. Samostatná výstava v roce 1976 „Krajina v díle Jaroslava Malínského“ se stala senzací. Posléze byl jmenován zasloužilým umělcem.
Jeho sestra Anna byla manželkou Jana Syrového.

## Výstavy
- členské výstavy JUV
- 1937 – samostatná výstava ke 40. narozeninám
- po r. 1945 účast na kolektivních výstavách
- 1976 – účast na výstavě „V. Nechleba a jeho škola“
- 1976 – samostatná výstava „Krajina v díle Jaroslava Malínského“

Svými díly je zastoupen v Národní galerii, regionálních galeriích, ve sbírkách pražského Hradu, soukromých sbírkách aj. Řada obrazů byla zakoupena do zahraničí.